# Torneig de les Sis Nacions 2015
El Torneig de les Sis Nacions 2015 de rugbi, o també denominat 2015 RBS 6 Nations a causa del patrocini del Royal Bank of Scotland, fou la setzena edició d'aquest torneig en el format de Sis Nacions. El torneig començà el 6 de febrer i acabà el 21 de març de 2015. El torneig fou un dels més emocionants, ja que després de la combinació de resultats, en el darrer partit, Anglaterra havia de guanyar per 26 punts a França per evitar la victòria absoluta d'Irlanda. Fins a l'últim segon, el 15 de la rosa tingué l'oportunitat de guanyar el títol, però al final foren incapaços de fer un darrer assaig contra França, el que va provocar que Irlanda guanyés el 6 nacions per segon any consecutiu.

## Països participants
| Selecció        | Estadi local           | Capacitat | Ciutat   | Entrenador           | Capità            |
| --------------- | ---------------------- | --------- | -------- | -------------------- | ----------------- |
| Anglaterra      | Twickenham Stadium     | 82,000    | Londres  | Stuart Lancaster     | Chris Robshaw     |
| França          | Stade de France        | 81,338    | París    | Philippe Saint-André | Thierry Dusautoir |
| Irlanda Irlanda | Aviva Stadium          | 51,700    | Dublín   | Joe Schmidt          | Paul O'Connell    |
| Itàlia          | Estadi Olímpic de Roma | 73,261    | Roma     | Jacques Brunel       | Sergio Parisse    |
| Escòcia         | Murrayfield Stadium    | 67,144    | Edimburg | Vern Cotter          | Greig Laidlaw     |
| Gal·les         | Millennium Stadium     | 74,500    | Cardiff  | Warren Gatland       | Sam Warburton     |

## Classificació
| Pos | País       | Partits | Partits | Partits | Partits | Punts   | Punts    | Punts | Punts | Taula de punts |
| Pos | País       | J.      | G.      | I.      | P.      | A favor | En cont. | Dif.  | Ensa. | Taula de punts |
| --- | ---------- | ------- | ------- | ------- | ------- | ------- | -------- | ----- | ----- | -------------- |
| 1   | Irlanda    | 5       | 4       | 0       | 1       | 122     | 56       | +63   | 3     | 8              |
| 2   | Anglaterra | 5       | 4       | 0       | 1       | 157     | 100      | +57   | 18    | 8              |
| 3   | Gal·les    | 5       | 4       | 0       | 1       | 146     | 93       | +53   | 3     | 8              |
| 5   | França     | 5       | 2       | 0       | 4       | 103     | 101      | +2    | 9     | 4              |
| 5   | Itàlia     | 5       | 1       | 0       | 4       | 62      | 182      | −120  | 6     | 2              |
| 6   | Escòcia    | 5       | 0       | 0       | 5       | 73      | 131      | −58   | 4     | 0              |

## Resultats

### Jornada 1
| Gal·les                                                                              | 16 - 21 | Anglaterra                                                              | 6 de febrer de 2015, 20.05h GMT (UTC+0) - Millennium Stadium, Cardiff Assistència: 73.815 espectadors Àrbitre: Jérome Garcés (França) |
| Assaigs: Webb 7'c Con.: Halfpenny (1/1) Pen.: Halfpenny 1' 23' Drop: Dan Biggard 40' |         | Assaigs: Watson 14' Joseph 43'c Con.: Ford (1/2) Pen.: Ford 31' 61' 78' | 6 de febrer de 2015, 20.05h GMT (UTC+0) - Millennium Stadium, Cardiff Assistència: 73.815 espectadors Àrbitre: Jérome Garcés (França) |

| Itàlia            | 3 - 26 | Irlanda                                                                                            | 7 de febrer de 2015, 15.30h CET (UTC+1) - Estadi Olímpic de Roma, Roma Assistència: 57.700 espectadors Àrbitre: Pascal Gauzére (França) |
| Pen.: Haimona 40' |        | Assaigs: Murray 64'c O'Donnell 66'c Con.: Keatley (1/1) Madigan (1/1) Pen.: Keatley 6' 20' 35' 57' | 7 de febrer de 2015, 15.30h CET (UTC+1) - Estadi Olímpic de Roma, Roma Assistència: 57.700 espectadors Àrbitre: Pascal Gauzére (França) |

| França                         | 15 - 8 | Escòcia                             | 7 de febrer de 2015, 18.00h CET (UTC+1) - Stade de France, Saint-Denis Assistència: 78.191 espectadors Àrbitre: Nigel Owens (Gal·les) |
| Pen.: López 2' 16' 37' 49' 78' |        | Assaigs: Fife 39' Pen.: Laidlaw 13' | 7 de febrer de 2015, 18.00h CET (UTC+1) - Stade de France, Saint-Denis Assistència: 78.191 espectadors Àrbitre: Nigel Owens (Gal·les) |

### Jornada 2
| Anglaterra | 47 - 17 | Itàlia                                                       | 14 de febrer de 2015, 14.30h GMT (UTC+0) - Twickenham Stadium, Londres Assistència: 82.061 espectadors Àrbitre: John Lacey (Irlanda) |
| Assaigs: Vunipola 23' Joseph 26', 60' Youngs 54' Cipriani 63' Easter 68' Con.: Ford (3/4) Cipriani (1/2) Pen.: Ford 20' 45' 57' |         | Assaigs: Parisse 3' Morisi 49' 78' Con.: Tomasso Allan (1/1) | 14 de febrer de 2015, 14.30h GMT (UTC+0) - Twickenham Stadium, Londres Assistència: 82.061 espectadors Àrbitre: John Lacey (Irlanda) |

| Irlanda                                      | 18 - 11 | França                                      | 14 de febrer de 2015, 17.00h GMT (UTC+0) - Aviva Stadium, Dublín Assistència: 50.000 espectadors Àrbitre: Wayne Barnes (Anglaterra) |
| Pen.: Sexton 13' 18' 32' 38' 67' Madigan 50' |         | Assaigs: Taofifénua 70' Pen.: López 16' 35' | 14 de febrer de 2015, 17.00h GMT (UTC+0) - Aviva Stadium, Dublín Assistència: 50.000 espectadors Àrbitre: Wayne Barnes (Anglaterra) |

| Escòcia | 23 - 26 | Gal·les | 15 de febrer de 2015, 16.00h CET (UTC+1) - Murrayfield Stadium, Edimburg Àrbitre: Glen Jackson (Nova Zelanda) |
|         |         |         | 15 de febrer de 2015, 16.00h CET (UTC+1) - Murrayfield Stadium, Edimburg Àrbitre: Glen Jackson (Nova Zelanda) |

### Jornada 3
| Escòcia                                                                  | 19 - 22 | Itàlia                                                                                                  | 28 de febrer de 2015, 14.30h GMT (UTC+0) - Murrayfield Stadium, Edimburg Assistència: 62.188 espectadors Àrbitre: George Clancy (Irlanda) |
| Assaigs: Bennett 7'c Con.: Laidlaw (1/1) Pen.: Laidlaw 1', 15', 26', 66' |         | Assaigs: Furno 9' Venditti 36'c Ensayo de castigo 79' Con.: Haimona (1/2) Allan (1/1) Pen.: Haimona 17' | 28 de febrer de 2015, 14.30h GMT (UTC+0) - Murrayfield Stadium, Edimburg Assistència: 62.188 espectadors Àrbitre: George Clancy (Irlanda) |

| França                                                     | 13 - 20 | Gal·les                                                    | 28 de febrer de 2015, 17.00h CET (UTC+1) - Stade de France, Saint-Denis Assistència: 78.814 espectadors Àrbitre: Jaco Peyper (Sud-áfrica) |
| Assaigs: Dulin 67'c Con.: López (1/1) Pen.: López 17'. 48' |         | Assaigs: Biggar 59' Pen.: Halfpenny 7', 28', 51', 64', 73' | 28 de febrer de 2015, 17.00h CET (UTC+1) - Stade de France, Saint-Denis Assistència: 78.814 espectadors Àrbitre: Jaco Peyper (Sud-áfrica) |

| Irlanda                                                                | 19 - 9 | Anglaterra                         | 1 de març de 2015, 15.00h GMT (UTC+0) - Aviva Stadium, Dublín Àrbitre: Craig Joubert (Sud-áfrica) |
| Assaigs: Henshaw 52'c Con.: Sexton (1/1) Pen.: Sexton 1', 8', 29', 47' |        | Pen.: Ford 58', 67' Drop: Ford 11' | 1 de març de 2015, 15.00h GMT (UTC+0) - Aviva Stadium, Dublín Àrbitre: Craig Joubert (Sud-áfrica) |

### Jornada 4
| Irlanda | 46-7 | Itàlia                                       | 8 de març de 2014, 14:30 GMT (UTC+0) - Aviva Stadium, Dublín Assistència: 52,000 espectadors Àrbitre: Nigel Owens (Gal·les) |
| Assaigs: Sexton (2) 6' c, 59' m Trimble 37' c Healy 52' m Cronin 68' c McFadden 77' c McGrath 80' m Con.: Sexton (2/4) 6', 39' Jackson (2/3) 69', 77' Pen.: Sexton (1/1) 31' |      | Assaigs: Sarto 24' c Con.: Orquera (1/1) 25' | 8 de març de 2014, 14:30 GMT (UTC+0) - Aviva Stadium, Dublín Assistència: 52,000 espectadors Àrbitre: Nigel Owens (Gal·les) |

| Escòcia                                                                                           | 17-19 | França                                                                                               | 8 de març de 2014, 17:00 GMT (UTC+0) - Murrayfield Stadium, Edimburg Assistència: 67,144 espectadors Àrbitre: Chris Pollock (Nova Zelanda) |
| Assaigs: Hogg 12' c Seymour 22' c Con.: Laidlaw (2/2) 13', 22' Pen.: Laidlaw (0/1) Weir (1/2) 61' |       | Assaigs: Huget 45' c Con.: Machenaud (1/1) 46' Pen.: Machenaud (3/4) 1', 10', 16' Doussain (1/1) 78' | 8 de març de 2014, 17:00 GMT (UTC+0) - Murrayfield Stadium, Edimburg Assistència: 67,144 espectadors Àrbitre: Chris Pollock (Nova Zelanda) |

| Anglaterra                                                                                               | 29-18 | Gal·les                                           | 9 de març de 2014, 15:00 GMT (UTC+0) - Twickenham Stadium, Londres Assistència: 81,641 espectadors Àrbitre: Romain Poite (França) |
| Assaigs: Care 4' c Burrell 33' c Con.: Farrell (2/2) 5', 34' Pen.: Farrell (5/5) 18', 26', 45', 54', 58' |       | Pen.: Halfpenny (6/6) 8', 22', 30', 37', 40', 56' | 9 de març de 2014, 15:00 GMT (UTC+0) - Twickenham Stadium, Londres Assistència: 81,641 espectadors Àrbitre: Romain Poite (França) |

### Jornada 5
| Itàlia                                                             | 11-52 | Anglaterra | 15 de març de 2014, 13:30 CET (UTC+1) - Estadi Olímpic de Roma, Roma Assistència: 71,257 espectadors Àrbitre: Pascal Gaüzère (França) |
| Assaigs: Sarto 68' m Con.: Allan (0/1) Pen.: Orquera (2/2) 6', 22' |       | Assaigs: Brown (2) 12' c, 37' c Farrell 31' c Nowell 52' c Vunipola 60' c Tuilagi 67' c Robshaw 80+1' c Con.: Farrell (7/7) 13', 32', 39', 53', 61', 67', 80+2' Pen.: Farrell (1/1) 10' | 15 de març de 2014, 13:30 CET (UTC+1) - Estadi Olímpic de Roma, Roma Assistència: 71,257 espectadors Àrbitre: Pascal Gaüzère (França) |

| Gal·les | 51-3 | Escòcia                | 15 de març de 2014, 14:45 GMT (UTC+0) - Millennium Stadium, Cardiff Assistència: 73,547 espectadors Àrbitre: Jérôme Garcès (França) |
| Assaigs: L. Williams 15' c North (2) 33' c, 41' m Roberts (2) 38' c, 47' c Faletau 52' m R. Williams 73' c Con.: Biggar (4/6) 15', 23', 39', 48' Hook (1/1) 74 Pen.: Biggar (2/2) 8', 23' |      | Pen.: Laidlaw (1/3) 3' | 15 de març de 2014, 14:45 GMT (UTC+0) - Millennium Stadium, Cardiff Assistència: 73,547 espectadors Àrbitre: Jérôme Garcès (França) |

| França | 20-22 | Irlanda                                                                                           | 15 de març de 2014, 19:00 CET (UTC+1) - Stade de France, Saint Denis Assistència: 78,337 espectadors Àrbitre: Steve Walsh (Austràlia) |
| Assaigs: Dulin 30' c Szarzewski 62' c Con.: Machenaud (2/2) 31', 63' Pen.: Machenaud (2/2) 1', 14' Doussain (0/1) |       | Assaigs: Sexton (2) 20' m, 46' c Trimble 25' c Con.: Sexton (2/3) 26', 47' Pen.: Sexton (1/2) 52' | 15 de març de 2014, 19:00 CET (UTC+1) - Stade de France, Saint Denis Assistència: 78,337 espectadors Àrbitre: Steve Walsh (Austràlia) |